# Grammotaulius nitidus
Grammotaulius nitidus – chruścik z rodziny bagiennikowatych (Limnephilidae). Larwy budują przenośne domki z fragmentów detrytusu i fragmentów roślin wodnych, najczęściej turzyc (podobne schronienia, ale mniejsze, budują także: Limnephilus borealis, Limnephilus fuscinervis).
Larwy licznie występują w drobnych zbiornikach okresowych, turzycowiskach, torfowiskach niskich. Często współwystępują z Limnephilus griseus, Limnephilus stigma, Limnephilus fuscinervis oraz ze skorupiakiem dziwogłówką wiosenną. Sporadycznie można je spotkać w jeziorach (limneksen) lub w wolno płynących, rozlewiskowych rzekach nizinnych. Jest to gatunek północny, charakterystyczny dla krajobrazu tundry. Imagines w okresie lata chronią się w lesie, czasem podejmują dalekie migracje i wędrówki. Jaja składane są dopiero w okresie jesiennym.
Gatunek euroazjatycki, w Europie nie występuje na południu, Islandii i Skandynawii, larwy zasiedlają jeziora i rzeki. Limneksen, gatunek drobnozbiornikowy, preferuje zbiorniki śródleśne, astatyczne.
Jedną larwę złowiono w jeziorach Niziny Szczecińskiej (liczniej w okolicznych drobnych zbiornikach). Na terenie Bagien Biebrzańskich w starorzeczach i zbiornikach trwałych, astatycznych śródpolnych i śródleśnych, rzekach Narwi i Biebrzy. Imagines łowione nad jeziorem Oświn.
Na terenie Łotwy zasiedla stawy, bardzo rzadko spotykany w jeziorach eutroficznych. Imagines złowione na Litwie nad dużym jeziorem mezotroficznym, zaś w Holandii nad stanowiskami z osoką, bardzo rzadko spotykane nad Balatonem. Na Kaukazie występuje w jeziorach górskich.